# Mangaka-san to Assistant-san to
Mangaka-san to Assistant-san to (jap. マンガ家さんとアシスタントさんと, dt. etwa „der Comiczeichner und seine Assistenten“) ist eine Manga-Serie von Hiroyuki, die von 2008 bis 2012 in Japan erschien. Sie ist ins Genre Comedy einzuordnen und wurde 2014 als Anime-Fernsehserie adaptiert.

## Inhalt
Der 22 Jahre alte Mangaka Yūki Aito (愛徒 勇気) ist umgeben von hübschen jungen Assistentinnen, die immer wieder seine perversen Ideen aushalten müssen. So sollen sie ihm Modell stehen als Referenz für seine Unterwäsche-fixerte Etchi-Mangaserie. Dazu kommt noch seine Redakteurin Mihari Otosuna (音砂 みはり), die den Zeichner drängen muss, pünktlich fertig zu werden und von seinen Eskapaden nicht verschont wird. 

## Veröffentlichungen

### Manga
Die Mangaserie erschien vom 1. Februar 2008 bis 21. September 2012 in den Magazinen Young Gangan, Shōnen Gangan und Gangan Online des Verlags Square Enix. Vom 2. August 2013 bis 6. Juni 2014 erschien zudem die Fortsetzung Mangaka-san to Assistant-san to 2 im gleichen Magazin. Die Kapitel der ersten Reihe wurden auch in zehn Sammelbänden veröffentlicht, die Fortsetzung wurden in einem Band gesammelt. Die Bände verkauften sich jeweils etwa 30.000-mal. Tong Li lizenzierte die Serie für den taiwanesischen Markt. 

### Hörspiel
Eine Hörspiel-CD zum Manga erschien in Japan am 26. Januar 2011. 

### Anime
Beim Studio Zexcs entstand unter der Regie von Takeshi Furuta eine 12-teilige Anime-Fernsehserie auf Grundlage des Mangas. Serienkonzept und Drehbuch stammten von Aki Itami. Das Charakterdesign entwarf Hitomi Tsuruta und die künstlerische Leitung lag bei Kenichi Tajiri. Die je zwölf Minuten langen Folgen wurden von Tokyo MX und AT-X vom 8. April bis 24. Juni 2014 nach Mitternacht (und damit am vorigen Fernsehtag) gezeigt. Auf der Plattform Crunchyroll werden die Folgen seit der japanischen Erstausstrahlung mit Untertitel in mehreren Sprachen, darunter Deutsch, per Streaming angeboten.
Von Juni bis November erschienen die Folgen der Serie auf DVD, zusammen mit sechs neuen Folgen, die vom gleichen Team produziert wurden. 

#### Synchronisation
| Rolle          | japanischer Sprecher (Seiyū) |
| -------------- | ---------------------------- |
| Yūki Aito      | Yoshitsugu Matsuoka          |
| Mihari Otosuna | Arisa Noto                   |
| Matome Minano  | Manami Tanaka                |
| Sahono Ashisu  | Miku Itō                     |
| Sena Kuroi     | Rie Kugimiya                 |
| Sahoto Ashisu  | Saori Hayami                 |
| Rinna Fuwa     | Yuka Iguchi                  |

#### Musik
Die Musik der Serie wurde komponiert von Tomoki Kikuya. Für den Vorspann verwendete man das Lied Junsui na Fujunbutsu (純粋なフジュンブツ) von StylipS, die beiden Abspanne wurden unterlegt mit Spica. von StylipS und bei der letzten Folge Owarinaki Pantsu von Yoshitsugu Matsuoka.